# Нормована алгебра з діленням
Нормована алгебра з діленням — така алгебра з діленням {\displaystyle \ {\mathcal {A}}} над полем дійсних чи комплексних чисел, яка одночасно є нормованою алгеброю з нормою || · ||, що задовільняє умову:
{\displaystyle \|xy\|=\|x\|\|y\|\quad \forall x,y\in {\mathcal {A}}.}
Теорема Гурвіца показує що таких алгебр (з точністю до ізоморфізма) існує тільки 4, а саме:
- алгебра дійсних чисел {\displaystyle \mathbb {R} ,}
- алгебра комплексних чисел {\displaystyle \mathbb {C} ,}
- алгебра кватерніонів {\displaystyle \mathbb {Q} ,}
- алгебра октав {\displaystyle \mathbb {O} .}

Норма в цих випадках збігається з модулем числа. Перші три алгебри є асоціативними, а четверта лише альтернативною.
Єдиною нормованою алгеброю з діленням над полем комплексних чисел є самі комплексні числа.

## Композитні алгебри
Нормовані алгебри з діленням є частковим випадком композитних алгебр. Які є алгебрами з одиницею та з мультиплікативною квадратичною формою.
Композитна алгебра не завжди є алгеброю з діленням, вона може мати дільники нуля.
Над полем дійсних чисел композитними алгебрами є також:
- алгебра спліт-комплексних чисел,
- алгебра спліт-кватерніонів,
- алгебра спліт-октав.